# Didymocarpus bancanus
Didymocarpus bancanus är en tvåhjärtbladig växtart som beskrevs av Rudolph Herman Scheffer. Didymocarpus bancanus ingår i släktet Didymocarpus och familjen Gesneriaceae. Inga underarter finns listade i Catalogue of Life.